# Conseil constitutionnel (Tunisie)
Le Conseil constitutionnel est une institution politique tunisienne chargée, entre 1995 et 2011, d'assurer la primauté de la Constitution dans le droit tunisien. Son siège se situait dans la ville du Bardo, près de Tunis.

## Histoire
À la suite du coup d’État de 1987, la Tunisie se dote d'un Conseil constitutionnel créé par décret présidentiel du nouveau chef d’État, Zine el-Abidine Ben Ali, et constitutionnalisé en 1995.
Le 15 janvier 2011, à la suite de la fuite du président Zine el-Abidine Ben Ali, le Conseil constitutionnel constate la vacance définitive de la présidence de la République et nomme le président de la Chambre des députés, Fouad Mebazaa, comme président par intérim.
Il est dissous en vertu du décret-loi du 23 mars 2011 portant organisation provisoire des pouvoirs publics. Il est alors composé d'un président, Fethi Abdennadher, et de huit membres : Faïza Kefi, Ghazi Jeribi, Mongi Lakhdhar, Mohamed Ridha Ben Hammed, Mohamed Kamel Charfeddine, Néjib Belaïd, Brahim Barteji et Hamida Laarif.
L'article 118 de la Constitution du 10 février 2014 le supprime définitivement, en créant une Cour constitutionnelle.

## Fonctionnement
Le Conseil constitutionnel dispose d'un chapitre propre de la Constitution de 1959, le chapitre IX, ajouté par la loi constitutionnelle no 95-90 du 6 novembre 1995. Cet organe examine obligatoirement la constitutionnalité d'une série de textes listés à l'article 72, qu'ils soient votés par le Parlement ou soumis directement par le président de la République. Le Conseil constitutionnel constitue également une voie de recours définitif en ce qui concerne les résultats des élections législatives et assure le suivi de l'organisation des référendums. L'article 75 précise enfin la composition de l'organe — neuf membres dont quatre sont désignés par le président de la République et deux par le président de la Chambre des députés (affilié au parti présidentiel) — et les incompatibilités de fonctions.